# IX SS Bergkorps
Het IX SS-Bergkorps (Duits: IX. SS-Gebirgskorps) was een Duits legerkorps van de Waffen-SS tijdens de Tweede Wereldoorlog.  

## Krijgsgeschiedenis

### Oprichting en strijd tegen de partizanen
Op 21 juni 1944 werd het korps opgericht als het IX Waffen-Bergkorps der SS (Kroatisch) (Duits: IX Waffen-Gebirgs-Armeekorps der SS).  Het korps kreeg de leiding over de 13e Waffen-Gebirgs-Division der SS Handschar (kroatische Nr. 1) en de pas opgerichte 23. Waffen-Grenadier-Division der SS Kama(kroatische Nr. 2).  Het was de bedoeling dat het korps de anti-partizanenacties van de beide divisies zou coördineren, maar het korps werd nooit meer dan een trainingscommando.  De gevechtskracht van beide divisies was erg laag.  De Handschar divisie bevond zich in de streek rond Tuzla, waar ze verschillende anti-partizanen acties uitvoerde.  Zolang de divisie zich in Bosnië bevond en de soldaten hun eigen streek verdedigden, voerde de divisie haar opdrachten uit.  Vanaf augustus 1944 begonnen de soldaten te deserteren.  In september 1944 verplaatste de Handschar divisie zich naar Brcko.  Zodra duidelijk werd dat de divisie Bosnië zou verlaten, stortte de divisie ineen.  Honderden soldaten liepen over naar de partizanen of gingen gewoon naar huis.
In september 1944 bereikte de frontlijn Hongarije.  De 23e Waffen-Grenadier-Division der SS Kama was nog steeds in opleiding en Reichsführer Heinrich Himmler realiseerde dat de divisie nooit een volwaardige gevechtseenheid zou worden.  Hij ontbond de 23e Waffen-Grenadier-Division der SS Kama en stuurde 2 000 soldaten van de divisie naar de 31ste SS-Freiwilligen-Grenadier-Division.  De staf van het IX Waffen-Bergkorps der SS (Kroatisch) werd naar Zagreb verplaatst en belast met bewakingsopdrachten van het spoorwegnet.

### Slag om Boedapest
Na de overwinning in de Slag bij Debrecen kreeg het 2e Oekraïense Front de opdracht om Boedapest te veroveren. Het 46e Leger, gesteund door een gemechaniseerd korps, viel aan in de richting van de Hongaarse hoofdstad. Op 31 oktober 1944 viel Kecskemét, maar het offensief vertraagde. De Duitsers voerden versterkingen aan en naarmate het front de stad dichter naderde, begonnen de Hongaren met de versterking van de Attila-stelling, een verdedigingsgordel van drie linies rond de stad. Op 4 november bevond de voorhoede van het 2de Oekraïense Front zich op 10 kilometer ten zuidoosten van Boedapest, maar de Duitsers beschikten over voldoende versterkingen om de aanval af te slaan.  Meer naar het noorden had de rechtervleugel van het 2e Oekraïense Front de Tisza overgestoken en ze veroverden Hatvan en Miskolc.
Op 10 november 1944 werd het hoofdkwartier van het IX SS-Bergkorps overgebracht van Zagreb naar Boedapest.  Vanuit het zuiden brak het 3e Oekraïense Front uit de bruggenhoofden over de Donau en ze rukten op naar Mohacs, dat op 26 november 1944 in handen van 57e Leger viel.  Het 4e Gardeleger bereikte ondertussen het Balatonmeer. De volgende dag viel Pécs in handen van de Sovjets. Het 57e Leger stootte verder door naar Kaposvár en het 4e Gardeleger rukte verder op naar het noorden. 
Op 1 december 1944 riep Adolf Hitler Boedapest uit tot een vesting en hij plaatste alle Duitse troepen in de stad onder bevel van SS-Obergruppenführer Otto Winkelman, de Höhere SS-und Polizeiführer van Hongarije.  De verwarring aan Duitse zijde was compleet. Behalve generaal Breith, commandant van het 3e Pantserkorps, waren ook SS-Obergruppenführer von Pfeffer-Wildenbruch, commandant van de Waffen-SS in Hongarije en SS-Obergruppenführer Otto Winkelman, verantwoordelijk voor de verdediging van Boedapest.  Op 5 december 1944 ontsloeg Adolf Hitler Otto Winkelmann, nadat hij had verklaard dat de stad niet kon worden verdedigd. SS-Obergruppenführer von Pfeffer-Wildenbruch kreeg het bevel over het IX SS-Bergkorps, dat voorlopig nog niet over enige gevechtseenheden beschikte. Hij werd benoemd tot stadscommandant. Op 12 december 1944 droeg het 3e Pantserkorps zijn gevechtseenheden over aan het IX SS-Bergkorps. SS-Obergruppenführer von Pfeffer-Wildenbruch was verantwoordelijke voor de verdediging van de Hongaarse hoofdstad.
Het IX SS-Bergkorps bestond uit twee SS-cavaleriedivisies, twee pantserdivisies, een Kampfgruppe van de 271e Volksgrenadiersdivisie, een SS-politieregiment en een Flak-regiment.  Het korps kreeg ook het bevel over het 1e Hongaarse Korps, bestaande uit twee infanterie- en één pantserdivisie.  De  8e SS-Kavallerie-Division Florian Geyer bestond uit 8 000 soldaten, tien StuG III’s, 3 bataljons artillerie en 1 bataljon met 12 88mm-kanonnen.  De 22e SS-Freiwilligen-Kavallerie-Division was aanzienlijker zwakker, want ze beschikte over 4 000 soldaten en één bataljon artillerie.  Hoewel beide divisies in naam cavaleriedivisies waren, vochten ze als reguliere infanterie.  De slagkracht van het korps werd gevormd door de 3 000 soldaten en 20 PzkpfW IV’s van de 13e Pantserdivisie en de 8.000 soldaten pantserdivisie Feldherrnhalle (8.000 man en 25 Panthers). Ten zuiden van de stad bevond zich een deel van de 271e Volksgrenadiersdivisie en in de stad bewaakten de 700 soldaten van het 1e SS-politieregiment de bruggen over de Donau. In totaal werd de stad verdedigd door 33.000 Duitsers en 37.000 Hongaren.
Op 11 december 1944 begonnen de Sovjets met een artillerie beschieting van de stad vanuit het noorden, oosten en zuiden.  Vanuit het noorden viel het 30e Korps de stellingen aan en vanuit het zuidoosten naderde het 18e Gardekorps. Ze sloegen een bres in de Hongaarse verdediging, maar de Duitse tanks herstelden de situatie. De 22e SS-divisie had zich stevig ingegraven op Csepel en ze werden gesteund door de Hongaarse StuG III’s van de 1e Pantserdivisie. Het gemechaniseerde geschut, ingegraven en goed gecamoufleerd, vernietigde tientallen tanks. Na drie dagen braken de Sovjets de aanval af. Ondertussen bleef hun artillerie de stad bestoken. Ook verschenen de eerste Sovjet-vliegtuigen boven de stad. Jagers en duikbommenwerpers vielen de bruggen over de Donau aan. Ze maakten geen onderscheid tussen militaire doelwitten en burgers, die gebruik maakten van de bruggen.
Op 17 december 1944 nam de strijd plotseling af. De Sovjets richtten hun aandacht op de omsingeling van de stad en de strijd verplaatste zich naar de westelijke oever van de Donau. Op 22 december 1944 maakten de eenheden van het 3e Oekraïense Front contact met het 2e Oekraïense Front ten oosten van Esztergom en enkele dagen later werd ook de laatste route naar het westen afgesneden. Het IX SS-Bergkorps was omsingeld in Boedapest.  SS-Obergruppenführer von Pfeffer-Wildenbruch vroeg toestemming om uit te breken en hij verplaatste de 22. SS-Freiwilligen-Kavallerie-Division naar Buda. Adolf Hitler weigerde toestemming en de SS’ers groeven zich in. De staf van het korps had echter nagelaten om de voorraaddepots, die zich ten westen van de stad bevonden, te verplaatsen en deze voorraden vielen in handen van de Sovjets.
Vanuit het westen ondernam het 2e Oekraïense Front op kerstdag een nieuwe poging Boedapest in te nemen. De Duitsers hadden zich verschanst op de heuvels waarop Boeda was gebouwd. Geholpen door de Hongaren hadden ze de huizen omgebouwd tot versterkte gevechtsposities. In de straten verschenen barricades bestaande uit trams en bussen, die waren gevuld met stenen. Rond de barricades werd prikkeldraad gelegd, kruispunten werden ondermijnd en sluipschutters verscholen zich op de daken. Het kwam tot hevige gevechten in Budakesci waar het 8ste SS-verkenningsbataljon aanval na aanval afsloeg. Geholpen door Hongaarse soldaten, die hun eigen huizen verdedigden, hielden de Duitsers stand. In de wijk Budaörs verhinderde de tanks van de Feldherrnhalle een doorbraak.  Een bataljon van T-34’s werd omsingeld en 9 tanks werden vernietigd. Vanaf de burchtheuvel en de citadel bestookte de Duitse artillerie de aanvallers.  Nadat de tanks waren uitgeschakeld, sloeg de begeleidende infanterie op de vlucht.
De volgende dag flakkerde de strijd op Cspel weer op. Het 47e Leger probeerde de heuvels op het noordelijk deel te veroveren. Vanaf deze heuvels zouden ze de bruggen over de Donau kunnen beschieten.  Hongaarse en Duitse eenheden smolten samen tot één Kampfgruppe. Ze moesten het centrale deel van het eiland prijsgeven, maar ze hielden stand op de noordelijke heuvels. Vooral de Hongaarse Hetzers bezorgden de Sovjets problemen. Zelfs als de voertuigen geïmmobiliseerd werden, bleef de bemanning doorvechten. De kanonnen werden ingegraven en bedekt met zandzakken zodat alleen een directe treffer hen kon uitschakelen. Rond de ingegraven Hetzers legden de Duitsers een netwerk van machinegeweernesten van MG-42. 
Op 27 december 1944 hervatte het 18e Gardekorps en het 30e Korps zijn aanvallen op Pest. De linie van de 8. SS-Kavallerie-Division Florian Geyer kwam onder druk en uiteindelijk werd er een bres geslagen. De Waffen-SS’ers werden uit Vecses verdreven en het 18e Gardekorps bereikte de Donau. Ook het vliegveld Ferengi werd veroverd. Het bruggenhoofd op de oostelijke oever was in tweeën gesplitst. De 13e Pantserdivisie deed een tegenaanval en dreef de aanvallers enkele honderden meters terug zodat de beide helften werden samengevoegd.    
Ondertussen waren de voorraden van het IX SS-Bergkorps geslonken. Sinds 22 december 1944 was er enkel bevoorrading door de lucht mogelijk en na de verovering van Ferengi waren er geen vliegvelden in de Boedapest-pocket. De Luftwaffe maakte gebruik van de brede boulevards in Pest en ook de paardenrenbaan in Kismeci. Ju-52 voerden 75 ton munitie en 10 ton brandstof aan.
Het 2e Oekraïense Front voerde zijn aanvallen op. Op 28 december vielen 19 divisies en 3 gemechaniseerde divisies Boedapest aan. Vanuit het oosten viel het 53ste leger aan en vanuit het westen het 46e Leger. Het 30e Korps concentreerde zijn aanvallen op de 10e Hongaarse Infanteriedivisie in Csömör. In lijf-aan-lijf gevechten werd huis na huis veroverd. Er was geen duidelijke frontlijn.  Er werd gevochten met pistolen, bajonetten en granaten. Tegen de avond had het 30e Korps de stadswijk onder controle, maar de Sovjets hadden meer dan 2.000 man verloren in de strijd.
Maarschalk Malinovsky realiseerde dat de verovering van Boedapest slechts ten koste van zware verliezen zou gaan en daarom stuurde hij op 30 december een delegatie naar de Duitse linies met een verzoek tot overgave. Onder dekking van een witte vlag staken twee gezanten de frontlijn over en ze werden ontvangen door SS-Obergruppenführer Pfeffer-Wildenbruch, die de overgave weigerde. Tijdens hun terugtocht werd hun wagen beschoten en de gezanten werden gedood.    
De volgende dag begon een nieuwe aanval op de sector van 15e SS-cavalerieregiment. Na een artilleriebarrage van twee uren vielen drie Sovjetdivisies de Duitse stellingen aan. Golf na golf van aanvallers bestormde de Duitse posities. De aanvallers maakten gebruik van de brede boulevards om sneller op te rukken. Zware Sovjettanks baanden zich een weg door de barricades, gevolgd door infanteristen. De Duitsers hadden zich verschanst in de huizen langs de boulevards. De Sovjettanks beschoten de gebouwen van dichtbij. Op het einde van de dag waren de SS'ers tot op 800 meter van de Margarethabrug teruggedreven. De brug lag binnen bereik van Sovjetmortieren. SS-Obergruppenführer Pfeffer-Wildenbruch vroeg nogmaals toestemming om Pest te ontruimen, maar het Duitse opperbevel weigerde.
Ondertussen ondernamen de Duitsers verschillende pogingen om het beleg te breken. Op 1 januari 1945 begon het IV SS-Pantserkorps met operatie Konrad I, maar op 4 januari liep het korps vast bij Bicske op 35 kilometer van Boedapest. Op 7 januari 1945 ondernamen de Duitsers een tweede poging, maar ook die poging mislukte. De Duitsers hergroepeerden zich en bij hun derde poging probeerden ze Boedapest vanuit het zuidwesten te naderen. De tanks van het IV SS-Pantserkorps bereikten Ercsi, op 30 kilometer van de Hongaarse hoofdstad. 
In Boedapest was het voedselrantsoen verlaagd tot één snee brood per dag en kom waterige soep met 5 gram vet. De eerste week van januari namen de gevechten af, want het 2e Oekraïense Front  en het 3e Oekraïense Front concentreerden hun aandacht op het IV SS-Pantserkorps. De belegering werd tijdelijk overgelaten aan Roemeense eenheden. Het 18e Gardekorps en 30e Korps werden uit de frontlijn gehaald om uit te rusten en hun verliezen aan te vullen. Ondertussen bleven de Sovjets de stad bestoken met mortieren, kanonnen en bommenwerpers. Op 12 januari 1945 werd het offensief hervat. Het 18e Gardekorps, het 30e Korps en het Roemeense leger begonnen systematisch de stadswijken in Pest te bestormen. De eerste aanval werd afgeslagen. SS-Obergruppenführer Pfeffer-Wildenbruch ontbond een regiment van de 8e SS-Kavallerie-Division Florian Geyer en gebruikte de manschappen om de verliezen van de Feldherrnhalle divisie aan te vullen. Ook de tweede aanval werd afgeslagen, maar Pfeffer-Wildenbruch had troepen uit andere sectoren moeten weghalen. Op 13 januari 1945 veroverde het 18e Gardekorps Kispet en een dag later moesten de Duitsers de renbaan opgeven. De enige bevoorrading was nu nog mogelijk per parachute.
Op 17 januari 1945 kreeg het IX SS-Bergkorps toestemming om het bruggenhoofd op de oostelijke oever te ontruimen. De uitgedunde Feldhernnhalle divisie, de 13e Pantserdivisie en de 22e SS-Freiwilligen-Kavallerie-Division trokken over de bruggen naar Boeda. De colonnes werden voortdurend beschoten door laagvliegende Sovjetvliegtuigen. De Kettingbrug werd geraakt door een bom en twee overspanningen werden vernietigd. In de nacht van 17 januari bliezen de Duitsers de Elisabethbrug, de laatste verbinding tussen Boeda en Pest op.
Op 19 januari 1945 waren de Duitsers en Hongaren samengedreven in een bruggenhoofd met een lengte van 1 600 meter langs de Donau en een diepte van 800 meter. SS-Obergruppenführer Pfeffer-Wildenbruch had alle beschikbare middelen ingezet. Burgers werden bewapend, stafofficieren van het hoofdkwartier vochten mee als infanteristen aan het front en alle gewonden, die nog konden lopen, bleven op hun posten. Op 27 januari berichtte hij dat het aantal gewonden in de pocket het aantal beschikbare soldaten overtrof. De verdedigers hadden zich geconcentreerd op drie belangrijke locaties. Vanaf de Citadel op de Gellértberg beheersten de Waffen-SS’ers de omgeving. Ook het spoorwegstation en Margaretha-eiland werden versterkt.  
Op 1 februari 1945 begonnen de Sovjets met hun laatste aanval op de stad. Systematisch begonnen ze huizenblok na huizenblok te beschieten. Gevechtsgroepen, bestaande uit tanks, pantserwagens en infanteristen, bestormden de huizen. De strijd woedde ook ondergronds. Speciale eenheden met explosieven en vlammenwerpers daalden af in de riolen om de ontsnappingsroutes af te snijden. Op 5 februari 1945 veroverde de 25e Gardedivisie Margaretha-eiland na een bloedige strijd van twee dagen. Geen van de verdedigers overleefde de strijd. Twee dagen later werden de restanten van de 8ste SS-Kavallerie-Division Florian Geyer omsingeld in het spoorwegstation. Gedurende twee dagen bestookten de Sovjets met drie artilleriedivisies de omsingelde SS'ers. Op 9 februari viel ook dit bastion in handen van de Sovjets. De laatste verdedigingspositie werd gevormd door de Citadel. Langs drie zijden begon de aanval op de heuvel.
In de nacht van 11 februari 1945 ondernamen de overlevenden van het garnizoen een uitbraakpoging. De eerste golf werd gevormd door de 13e Pantserdivisie en de 8ste SS-Kavallerie-Division.  Het werd een fiasco. Zodra ze hun stellingen hadden verlaten, werden ze beschoten door de Sovjets. Generaal Schmidhuber en SS-brigadeführer Rumohr sneuvelden bij de poging. De volgende nacht ondernamen de Feldherrnhalle en de 22e SS-Freiwilligen-Kavallerie-Division een poging. SS-Brigadeführer Zehender sneuvelde, maar een groep van 600 soldaten onder leiding van luitenant-kolonel Schoening glipte ongemerkt langs de Sovjets en bereikte de Duitse linies.
Op 12 februari 1945 gaf SS-Obergruppenführer Pfeffer-Wildenbruch zich met de rest van het korps over.

## Commandanten
| Rang                                                      | Naam                     | Begin         | Eind             |
| --------------------------------------------------------- | ------------------------ | ------------- | ---------------- |
| SS-Gruppenführer en Generalleutnant der Waffen-SS         | Karl-Gustav Sauberzeig   | 21 juni 1944  | december 1944    |
| SS-Obergruppenführer en generaal der Waffen-SS en Politie | Karl Pfeffer-Wildenbruch | december 1944 | 12 februari 1945 |